# Christian Leyrit
Christian Leyrit est un haut fonctionnaire français né le 27 avril 1949 à Riom (Puy-de-Dôme), ingénieur général des Ponts, des Eaux et des Forêts, Préfet de région honoraire.

## Biographie
Originaire de Loubeyrat, village de 700 habitants, fils d’un agriculteur et boulanger, il a effectué ses études secondaires , puis les classes préparatoires,Math Sup et Math Spé au lycée Blaise Pascal de Clermont-Ferrand. Il a obtenu le diplôme d’ ingénieur des Travaux Publics de l’Etat en 1972,
Ancien élève de l'École nationale des travaux publics de l'État (ENTPE) puis de l'École Nationale des Ponts et Chaussées, il est ingénieur général des Ponts, des eaux et forêts.
Après avoir été préfet de département et de région, il a été nommé vice-président du Conseil général de l'environnement et du développement durable, et chef du corps des ingénieurs des ponts, des eaux et des forêts. 
Il  fut Président de la Commission nationale du débat public de 2013 à 2018,  où il fut  remplacé par Chantal Jouanno.

## Carrière
- 1973-1981 : ingénieur à la Direction régionale de l´équipement de l'Île-de-France
- 1981-1984 : ingénieur à la Direction départementale de l'équipement de la Seine-Saint-Denis
- 1984-1985 : École Nationale des Ponts et Chaussées
- 1985-1988 : chef du service des grands travaux à la direction départementale de l’Équipement de la Haute-Garonne
- 1988-1989 : conseiller technique du ministre d’État, ministre de l’Équipement et du logement, puis du ministre de l’Équipement, du logement, des transports et de la mer, chargé des routes et autoroutes
- 1989-1999 : directeur des routes au Ministère de l'Équipement, président de la Caisse nationale des autoroutes, vice-président de l’établissement public Autoroutes de France[3]
- 1999-2004 : préfet de la Charente-Maritime
- 2004-2007 : préfet du Val-d'Oise
- 2007-2008 : préfet de la Corse-du-Sud, préfet de la région Corse
- 2008-2010 : préfet de la région Basse-Normandie[4]
- 19 juillet 2010 : vice-président du Conseil général de l'environnement et du développement durable (CGEDD)[5]
- 1er novembre 2010 : chef du corps des ingénieurs des ponts, des eaux et des forêts[6].
- 2013-2018 : Président de la Commission nationale du débat public
- depuis 2018 : médiateur du Conseil départemental de la Charente-Maritime[7].

## Publications
- Autoroute et paysage, sous la direction de Christian Leyrit et Bernard Lassus, préface de Michel Tournier, éditions du Demi-Cercle, 1994, 195 p.  (ISBN 2907757490)

## Récompenses et distinctions

### Décorations
- Commandeur de la Légion d'honneur Il est fait chevalier le 14 avril 1995[8], est promu officier le 13 juillet 2004[9], puis commandeur le 30 décembre 2011[10].
- Officier de l'ordre national du Mérite Il est fait chevalier le 9 septembre 1992, puis est promu officier le 15 mai 2000[11].